# Taractrocera anisomorpha
Taractrocera anisomorpha là một loài bướm ngày thuộc họ Bướm nhảy. Nó được tìm thấy ở Bắc Úc, Queensland và Tây Úc.
The habitat consists of open eucalypt forests.
Sải cánh dài khoảng 20 mm.
Ấu trùng ăn Setaria paspalidioides, Eulalia aurea và Sorghum bicolor.